# ヒア・ウィ・ゴー・アラウンド・アゲイン
「ヒア・ウィ・ゴー・アラウンド・アゲイン」 (Here We Go Around Again)は、マライア・キャリーの楽曲。

## 解説
元々は1989年にマライアが制作した初のデモテープの1曲目に収録されていた未発表曲であったが、デビュー30周年を記念したコンピレーション・アルバム『レアリティーズ』に初収録された。
2020年12月11日、アルバムから3枚目のシングルカットとしてカセットテープで発売された、日本においては令和に入って洋楽のシングル・カセットが発売されるのはこの作品が初めてである。

## 収録曲
1. ヒア・ウィ・ゴー・アラウンド・アゲイン - 3:55
2. ラヴァーボーイ (Firecracker Original Version) - 3:17

## チャート

### 週間チャート
| チャート（2020年）       | 最高順位 |
| ------------------------ | -------- |
| 日本（オリコンチャート） | 56       |